# I Miss You (pesem, Miley Cyrus)
"I Miss You" je pop pesem ameriške pevke Miley Cyrus. Izšla je na radiu Radio Disney kot promocija albuma Hannah Montana 2/Meet Miley Cyrus v poletju leta 2007. Verzija v živo je bila na voljo na Hannah Montana & Miley Cyrus: Best of Both Worlds Concert, karaoke verzija pa na karaoke seriji albuma. Pesem ima počasen tempo kot balada, Miley Cyrus pa jo je napisala v spomin svojemu dedku, Ronu Cyrusu, ki je umrl leta 2006.
Pesem je prejela mešane ocene s strani kritikov. Nekateri so pohvalili njeno inštrumentalno sestavo, drugi pa jo kritizirali in jo opisali kot dolgočasno. "I Miss You" je dosegla deveto mesto na lestvici Bubbling Under Hot 100 Singles, verziji lestvice Billboard Hot 100 ter dvaindevetdeseto mesto na lestvici Pop 100, obe lestvici pa sta ameriški. S pesmijo je Miley Cyrus v spremljavi akustične kitare nastopila na svoji turneji Best of Both Worlds Tour.

## Ozadje
Pesem "I Miss You" je pop rock pesem z elementi soft rocka. Glavni inštrument čez vso pesem je akustična kitara, pesem sama pa je zelo podobna baladi. Napisana je bila v B-duru, razpon glasu Miley Cyrus pa sega čez eno oktavo, od G3 do B♭4. Pesem ima programirane akorde B♭—Gm7—F—F—Fsus.
Dedek Miley Cyrus, Ron Cyrus, je bil demokratični politik, ki je umrl zaradi pljučnega raka 28. februarja 2006 v starosti sedemdeset let, kmalu po njegovi smrti pa je njegova vnukinja, Miley Cyrus, napisala pesem "I Miss You". Pesem, ki se je predvajala v epizodi serije Hannah Montana z naslovom "She's a Supersneak", kjer lik Miley Cyrus, Miley Stewart, pesem zapoje med tem, ko se spomni svoje mrtve matere. Kasneje je Miley Cyrus pesem posnela za svoj glasbeni album, imenovan Meet Miley Cyrus.

## Kritike
Pesem "I Miss You" je s strani kritikov prejela mešane ocene. Heather Phares iz Allmusic je napisala, da Miley Cyrus ni naredila vtisa z albumom Hannah Montana, vendar se je od takrat njen glas spremenil in zdaj je drugačna tako ona kot njen lik v televizijski seriji. Napisala je tudi: "Tokrat so pesmi veliko boljše - veliko pesmi, kot so 'G.N.O. (Girls' Night Out)' in 'I Miss You,' bi z lahkoto zamenjali s pesmimi Hannah Montane, vendar je glas Miley Cyrus nižji, zvoki pa bolj podobni rocku." Andy Webster iz revije New York Times je pesem ocenil med svojo oceno turneje Best of Both Worlds Tour. Napisal je: "Na turneji je bilo nekaj najstnikov, a nobenega uporništva, samo navdihujoče vzdušje." Povedal je tudi, da je pesem "I Miss You" "prijetna, kot je le lahko." Elysa Gardner iz USA Today je dejala, da je pesem "težka kot fantazijska pesem," kakršne so prevladovale na turneji. Maitland McDonagh iz TV Guide je pesem opisal kot "nejasno rock pesem," ki pokaže ljubezen Miley Cyrus do njenega dedka. Joseph P. Kahn iz Boston Globe je omenil, da pesem "presega večino skladb, ki jih slišimo na radiu Radio Disney".

## Dosežki na lestvicah
Ob koncu tedna 14. julija 2007 je pesem "I Miss You" dosegla mesto na dveh Billboardovih lestvicah v Združenih državah Amerike. Dosegla je deveto mesto na dodatku k lestvici Billboard Hot 100, lestvici Bubbling Under Hot 100 Singles in dvaindevetdeseto mesto na lestvici Pop 100. Od naslednjega tedna dalje se na lestvico Pop 100 ni uvrstila več. Pesem se je na lestvici Billboard Bubbling Under Hot 100 naslednji teden pojavila na petindvajsetem mestu, nato pa ni več dosegla nobenega mesta na tej lestvici.

## Nastopi v živo
Oblečena v sivo majico in črne hlače je Miley Cyrus nastopila s pesmijo "Ready, Set, Don't Go" in kasneje še s singlom "The Best of Both Worlds" na The Oprah Winfrey Show 27. decembra 2007 z ozadjem, ki je "izgledalo kot nebo".
S pesmijo "I Miss You" je Miley Cyrus nastopila na svoji turneji Best of Both Worlds Tour, kar se pokaže tudi v koncertnem filmu Hannah Montana & Miley Cyrus: Best of Both Worlds Concert iz leta 2008. Pesem je izvedla kot ona sama: v filmu je pesem "I Miss You" del njenega snemanja, ki se konča z "The Best of Both Worlds", med katero igra na akustično kitaro in poje brez plesalcev ali kakršnih koli posebnih učinkov v ozadju.

## Dosežki
| Chart (2007)                                  | Peak position |
| --------------------------------------------- | ------------- |
| U.S. Billboard Bubbling Under Hot 100 Singles | 9             |
| U.S. Billboard Pop 100                        | 92            |